# Gerdi Verbeet

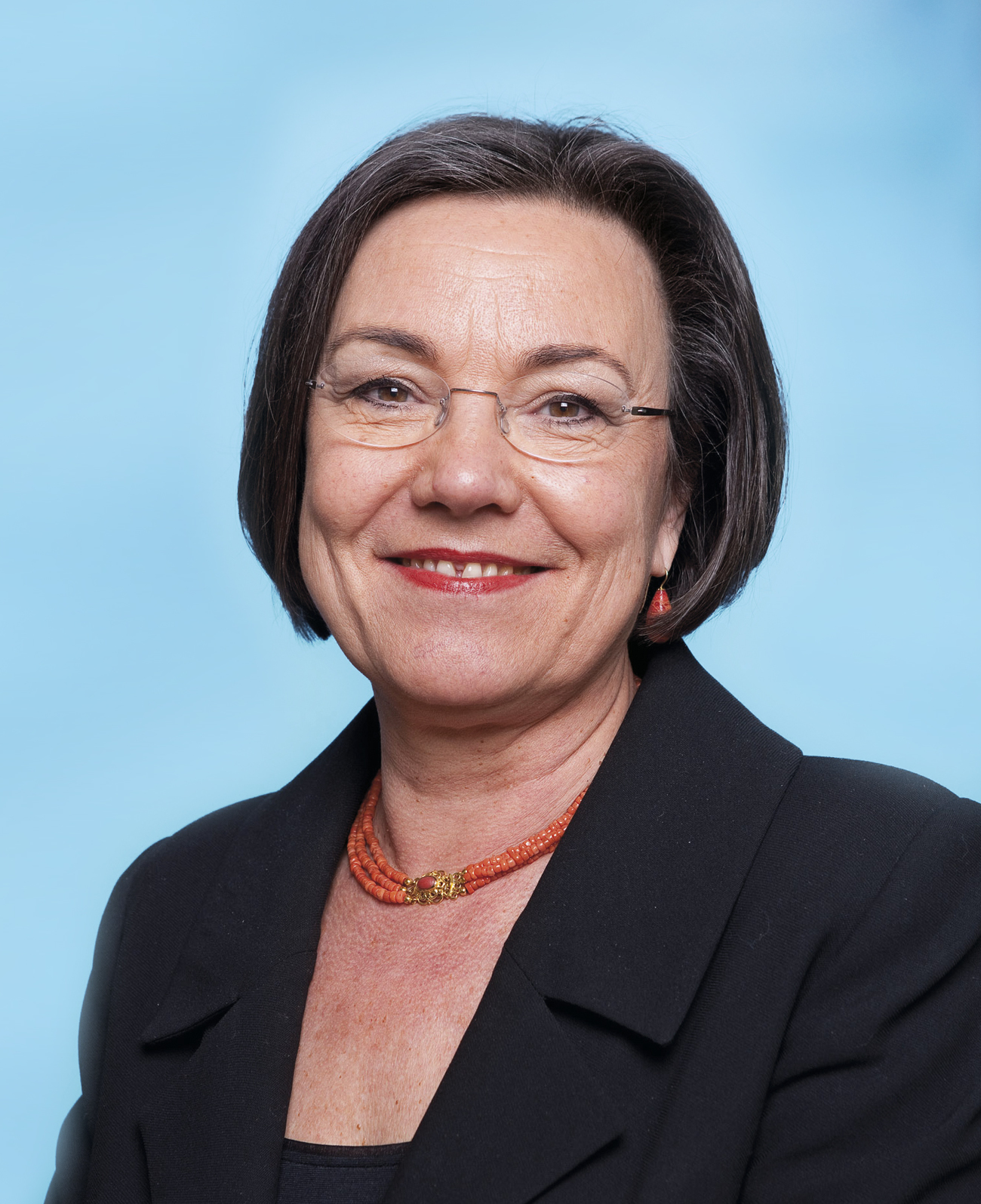
Gerdi Verbeet, 2010

Gerardina Alida (Gerdi) Verbeet (* 18. April 1951 in Amsterdam) ist eine niederländische Politikerin der sozialdemokratischen Partij van de Arbeid (PvdA). Von 2006 bis 2012 war sie Parlamentsvorsitzende (Vorsitzende der Zweiten Kammer).
Gerdi Verbeets Mutter war bereits 1946 der PvdA beigetreten. Sie besuchte ein Gymnasium in Amsterdam und arbeitete später als Lehrerin. 1994 bis 2001 war sie Ratgeberin sozialdemokratischer Politiker. Nach dem Rücktritt eines Parteikollegen kam sie am 11. Dezember 2001 in die Zweite Kammer. Bei der Wahl 2002 verlor sie den Sitz, wurde am 26. Juli allerdings durch einen Rücktritt als Nachrückerin wieder Kammermitglied.
Am 6. Dezember 2006 wurde sie unerwartet in einer geheimen Wahl zur Vorsitzenden der Zweiten Kammer gewählt, gegen die Christdemokratin Maria van der Hoeven und den Rechtsliberalen Henk Kamp. Nach der Wahl 2010 wurde sie am 22. Juni in dieses Amt wiedergewählt. Sie erhielt 94 Stimmen (bei 150 Sitzen insgesamt), der Gegenkandidat Charlie Aptroot von den Rechtsliberalen 54 Stimmen.
Bei den Parlamentswahlen am 12. September 2012 kandidierte Verbeet nicht mehr für die Zweite Kammer der Generalstaaten und schied damit am 19. September 2012 zusammen mit 50 anderen Abgeordneten aus dieser aus. In der Folge ist sie seitdem auch nicht mehr Vorsitzende der Zweiten Kammer. Ihre Nachfolgerin wurde Anouchka van Miltenburg von der VVD. In Juni 2025 verließ sie die PvdA, nachdem die Partei dafür plädierte, Israel keine defensive Waffen mehr zu liefern. Mit ihr traten viele andere Prominente Mitglieder aus.

## Belege
1. ↑  Trouw: Verbeet herkozen als Kamervoorzitter, Abruf am 23. Juni 2010.
2. ↑  Van Miltenburg (VVD) nieuwe Kamervoorzitter, Volkskrant, abgerufen am 25. September 2012.

| Personendaten    | Personendaten                                 |
| ---------------- | --------------------------------------------- |
| NAME             | Verbeet, Gerdi                                |
| ALTERNATIVNAMEN  | Verbeet, Gerardina Alida (vollständiger Name) |
| KURZBESCHREIBUNG | niederländische Politikerin                   |
| GEBURTSDATUM     | 18. April 1951                                |
| GEBURTSORT       | Amsterdam, Niederlande                        |